# Cris Morena
María Cristina De Giacomi (sinh ngày 23 tháng 8 năm 1956), được biết đến một cách chuyên nghiệp với tên gọi Cris Morena, là nhà sản xuất truyền hình đạt giải thưởng, nữ diễn viên, dẫn chương trình truyền hình, nhà soạn nhạc, nhạc sĩ, nhà văn, người mẫu thời trang và là giám đốc điều hành người Argentina của Cris Morena Group. Bà là một trong những nhà sản xuất thành công nhất trong cả nước và là tác giả của những chương trình về giới trẻ công nhất của Argentina như Jugate Conmigo, Chiquititas, Rebelde Way, Floricienta, Alma Pirata, và Casi Ángeles. Cho đến năm 2001, bà làm việc trực tiếp cho Telefe nhưng kể từ mùa giải Rebelde Way vào năm 2002, bà làm việc độc lập và có công ty sản xuất riêng của mình là Cris Morena Group. Bà là mẹ của nữ diễn viên Romina Yan (†), và mẹ của nhà sản xuất kiêm giám đốc hiện tại của Telefe là Tomás Yankelevich.

## Tiểu sử và sự nghiệp
Cris Morena sinh ra ở Buenos Aires, Argentinavới tên khai sinh María Cristina De Giacomi. Bà là người trẻ nhất trong bốn anh chị em ruột và lớn lên ở vùng dân cư Palermo, Buenos Aires với gia đình thượng lưu của mình. Cha bà là một kỹ sư và mẹ bà là một nhà xã hội học. Bà học tại một trường tôn giáo tư nhân truyền thống. Khi bà 17 tuổi, bà bắt đầu làm người mẫu thời trang và trở thành gương mặt nổi tiếng của hãng Lee Jeans trong nước.